# Parc de Sceaux
Parc des Sceaux är en vidsträckt park, belägen i kommunerna Sceaux och Antony i departementet Hauts-de-Seine i regionen Île-de-France. Parken grundades av statsmannen Jean-Baptiste Colbert och ritades av trädgårdsarkitekten André Le Nôtre. Skulpturerna utfördes av bland andra Antoine Coysevox och François Girardon.
Under franska revolutionen plundrades egendomen och slottet förstördes. Ett nytt slott uppfördes på 1850-talet. Detta slott hyser sedan år 1937 samlingarna från Musee de l'Île-de-France.
Parc de Sceaux ägs av departementet Hauts-de-Seine. Parkens yta är på 1,81 km², varav 1,21 km² i Sceaux och 0,60 km² i Antony.

## Bilder

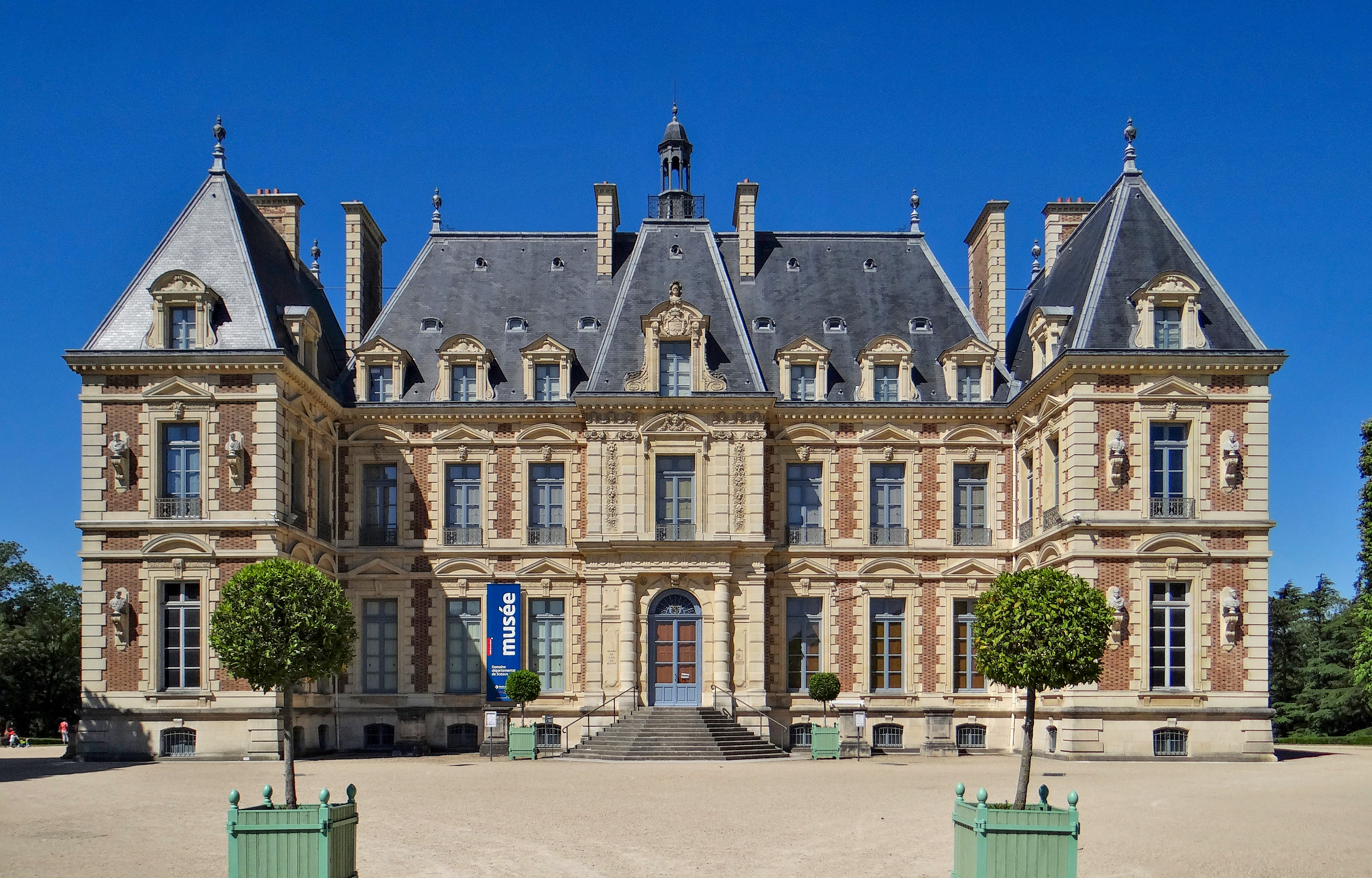
Château de Sceaux.
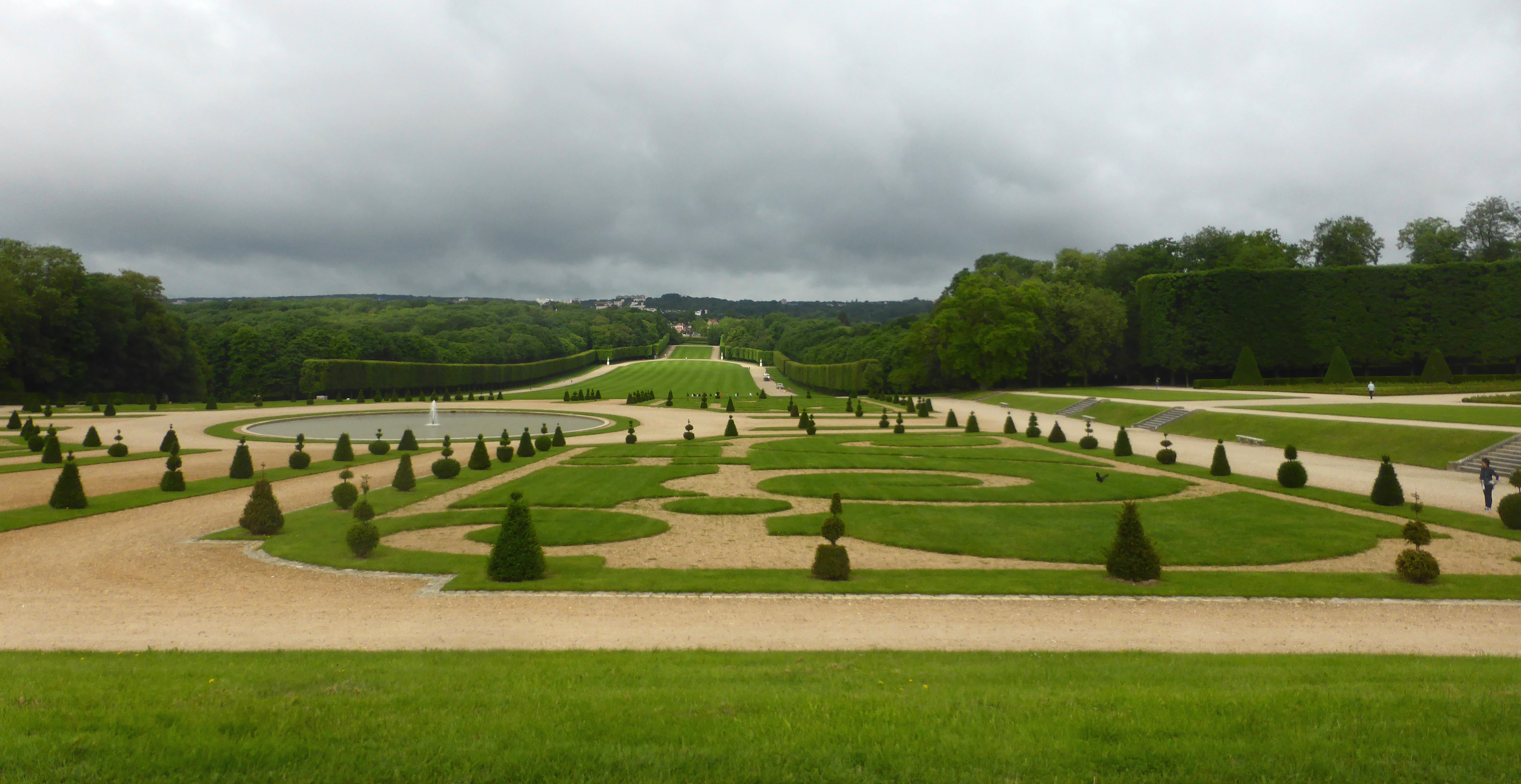
Parterrer.
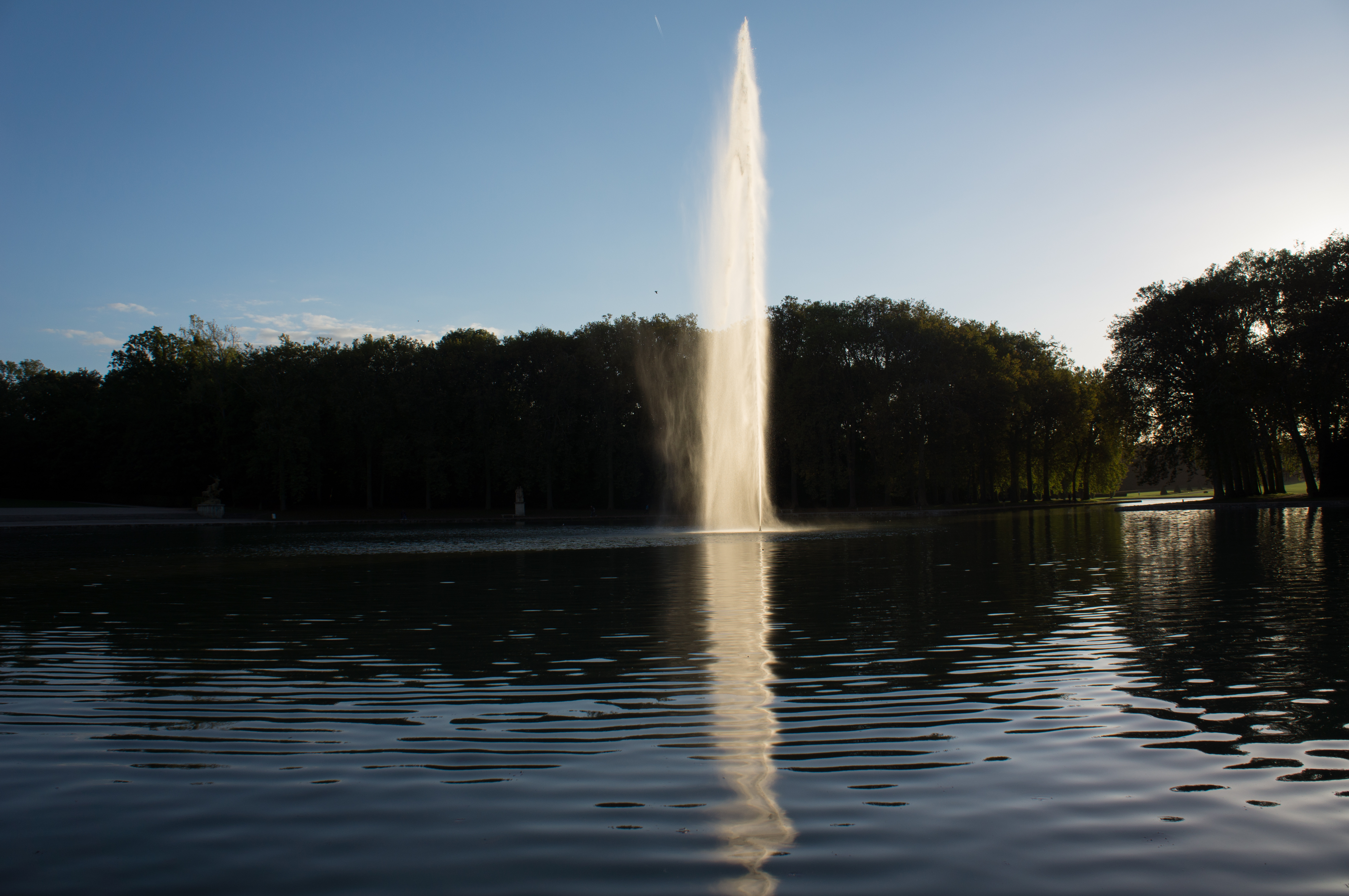
Fontaine de l'Octogone.